# Krak des Chevaliers
Krak des Chevaliers (egyes átírásokban Crac des Chevaliers néven említik) egy keresztes lovagi erőd Szíriában és a világon fennmaradt egyik legjelentősebb, középkori hadiépítészeti műemlék. Arabul Qalʿat al-Ḥosn (قلعة الحصن) (ejtsd: Kalaat al-Hoszn) a vár neve. A Krak szó (jelentése erőd) a szír karak szóból ered, melynek jelentése szintén erődítmény, az al-Hosn-t pedig a közeli Hoszn faluról kapta. Homsz várostól 60 km-re nyugatra, a libanoni határ közelében, a tengerparttól 35 km-re keletre egy 650 m magas vulkáni kúpon helyezkedik el, közigazgatásilag Homsz kormányzósághoz tartozik.
Az erődítményt 1031-ben Homsz emírje építtette, hogy ellenőrzése alatt tartsa a tengerpartot a belső országrésszel összekötő utat.
1110-ben a keresztesek foglalták el a kurd erődöt és felismerve a magaslat kiemelkedő hadászati jelentőségét letelepedtek itt, és az erőd helyén új citadellát építettek az idők során. A 4000 embert befogadni képes Krak des Chevaliers legjelentősebb, legerősebb váruk lett.
1150 és 1250 közötti időszakban, a keresztes hadjáratok idején Krak des Chevaliers a johanniták főhadiszállása volt. A helyőrség még békeidőben is mintegy 2000 főt szállásolt el. Az erőd mintegy 3000 négyzetméteres alapterületét 3 méter vastag külső fal veszi körül 13 bástyával.
II. András magyar király rendszeres adományával támogatta a vár építését és a vár védőinek ellátását miután ott járt 1218-ban. I. Eduárd angol király a kilencedik keresztes hadjárat idején, 1272-ben látta az erődöt és mintaként használta a saját, angliai és walesi várai építéséhez.
A keresztesek 162 éves uralma után 1271-ben Az-Záhir Bajbarsz mameluk szultán seregei foglalták el kapuról kapura, toronyról toronyra harcolva. Az arabok a várat helyreállították, és új tornyokkal is megerősítették. Crak a szultán helyettesének székhelye lett, ahol jelentős katonai erők állomásoztak.
A 14. század elején Ibn Battuta a híres arab utazó is járt a várban, itteni vendégeskedéséről könyvében is említést tett.
A franciák a 19. század vége felé ismét „fölfedezték”, és elnevezték Crak de Chevaliers-nak, azaz a „Lovagok Erődjének”.
Az erődöt T. E. Lawrence (Arábiai Lawrence) így írta le: „talán a legjobb állapotban konzervált és teljességével a legcsodálatraméltóbb vár a világon”. Az erőd egyike azon kevés helyeknek, ahol a keresztes lovagok művészi alkotásai fennmaradtak (freskók formájában).
A következő évszázadokban a hely egyre vesztett jelentőségéből. Előbb faluvá sorvadt, majd 1934-ben az is elnéptelenedett. A magányos erődítmény ma a turisták és a régészek szíriai Mekkája.
2006-ban az erőd kulturális világörökségi helyszínné vált a Szaladin-citadellával együtt, tulajdonosa a szír állam.

## Elhelyezkedése
A keresztes államok határvidékét védelmező erődhálózat egyik tagja. Stratégiai helyzetéből adódik, hogy akinek a kezén volt Homsz városa és a környező terület, az hatalmat gyakorolhatott Szíria belső térségei felett is, azáltal, hogy ellenőrizte az áruknak és a karavánoknak a kikötőkből az ország belsejébe irányuló forgalmát.
A vár Tripolitól keletre húzódó Homsz völgyében egy tszf. 650 m magas vulkáni kúpon helyezkedik el. A völgy egyetlen természetes átjáróként szolgál a tengerpart és Szíria belső területei között. A völgy, a „Homszi kapu” a Libanoni-hegység és az Anszarije-hegység (az Antiochiát Bejrúttal összekötő és a Földközi-tenger partjával párhuzamos É-D irányú 250 km hosszú hegyvonulat) közötti geológiai törésvonal mentén alakult ki. A közeli Orontesz-folyó völgye Földünk egyik legmarkánsabb árokrendszerének északi része, amely a libanoni Litani-völgyben, majd a Jordán-árokban folytatódik és a Wadi al-Arabahon keresztül Akabánál éri el a Vörös-tenger partját. Az erődöt Homsz várostól autózva 65 km-re nyugatra (ami légvonalban 38 km) a libanoni határ közelében érjük el, innen a tengerpart már csak 32 km–re van keletre. Közigazgatásilag Homsz tartományhoz tartozik.

## Ókori történelme
A Közel-kelet mindig is a különböző civilizációk találkozási pontja volt. Nevezetesen a babiloni, egyiptomi, hettita, héber, római, perzsa, bizánci, arab, szelzsuk török, oszmán és európai. A különböző kultúrák ilyen hosszú sora vezetett ehhez az egyedülálló építészeti alkotáshoz, melyet Crac des Chevaliers megőrzött.
A különböző nemzetek között több háború csatái zajlottak a Crac-ot körülvevő térségben, mint például a híres kádesi csata is. A Római Birodalom, majd a szakadást követően a Bizánci Birodalom több különböző hellenisztikus erődöt tervezett és épített az erősödő perzsa katonai nyomás ellen a terület védelmére, majd az építészeti terveket a muszlim sereg használta fel, miután 634-től 639-ig meghódították a területet.

## Iszlám hódítás
Az Omajjád dinasztia uralkodása idején az építők felhasználták a korábbi bizánci építményeket, a duzzasztógátakat, az Orontész csatornáit, hogy pompás palotákká és kertekké változtassák a sivatag közepét. Az alkotás és építkezés folytatódott az új uralkodó, az Abbászida dinasztia uralma alatt is, amikor ők szerezték meg a kalifátust 750-ben. Az erőd állapota azonban már folyamatosan romlott a hadsereg kezelésében, mert a török haderők nem sokra használták az erődítményeket.

## Keresztesek
Az eredeti kurd erődöt ezen a helyen Aleppo emíre építtette 1031-ben. Az erődítményt, amit a kurd helyőrségéről, arabul hiszna akrádnak, azaz a kurdok várának hívták. Amikor a keresztesek elfoglalták ezt a várat, akkor ők ezt az akradot torzították el krak-ra. Anélkül, hogy a jelentését tudnák, vagy használnák, így szerepel már egészen korai oklevelekben, latinosan cratumként.
Az első keresztes hadjáratban IV. Rajmund toulouse-i gróf 1099-ben elfoglalta, de elhagyta, amikor a keresztesek folytatták menetelésüket Jeruzsálem felé. Az erődöt 1110-ben Tankréd, Galícia hercege újra elfoglalta. 1144-ben II. Rajmund tripoliszi őrgróf a johannita lovagrendnek adományozta. Ekkortól a várat Crak de l’Hôpitalnak hívják franciásan, tehát az ispotály vagy a johanniták crak-jának.
A Johanniták újjáépítették és kibővítették a Szentföld leghatalmasabb keresztes várává. Három méter vastag külső várfallal vették körül, melynek hét őrtornya nyolc-tíz méter átmérőjű volt, ezáltal koncentrikus várrá vált. A többszörös, egymás fölé emelkedő falsíkok alkalmazásával megnövelhették a védelem tűzerejét és lőtávolságát, ráadásul a belső harcállásokból hatékonyan támogathatták az elsőben harcoló katonákat. A falsíkok oldalsó védelemét négyzet- (vagy éppen a hajítógépek rombolásának jobban ellenálló) kör- vagy félkör alakú tornyok erősítették. A kapuk védelmét bonyolult rendszer szolgálta, felvonóhíddal, boltozott hajtűkanyarokkal ellátott folyosókkal, melyekben az esetleg betörő ellenségnek még mindig komoly veszteségeket lehetett okozni. Az egyik őrtoronyban a johanniták nagymestere lakott. Az erőd 50-60 johannita lovagot, plusz 2000 fő egyéb gyalogos katonát tudott elszállásolni. A 12. században az erőd körül várárok volt, mely fölött felvonóhíd vezetett a hátsó kapuhoz.
A belső és a külső kapuk között udvar volt, mely a johanniták által gótikus stílusban újjáépített belső épületekhez vezetett. Ezekben az épületekből nagyterem, kápolna, 120 m hosszú raktár folyosó, és két boltozatos kőistálló, melyek akár ezer lovat is befogadhattak. További tároló helyiségek az erőd alatti sziklába vájt járatokban voltak, ezért egyes becslések szerint ostrom esetén a johanniták akár 5 éven keresztül is ellenállhattak.
1163-ban Núr ad-Dín ostromolta az erődöt sikertelenül, mely ostrom után a johanniták alapvetően függetlenné váltak a tripoli határvidéken. 1170-re a johanniták átépítései befejeződtek. A 12. század végén és a 13. század elején számos földrengés okozott károkat és igényelt ismételt újjáépítést.
1188-ban Szaladin újabb sikertelen ostromot vezetett. Az ostrom alatt történt, hogy Szaladin emberei elfogták a várparancsnokot és a várkapu elé vitték, hogy rendelje el embereinek a kapuk kinyitását. Ő, a legenda szerint, kettős üzenetet mondott, először arabul szólt embereihez (elfogóinak nyelvén), hogy adják át a várat, viszont utána franciául azt mondta, védjék a várat az utolsó emberig.
1217, az ötödik keresztes hadjárat kezdete. II. András magyar király útban hazafelé meglátogatja a várat 1218 legelején. II. András a szalacsi sólerakat jövedelméből erősíttette meg a külső falakat és mintegy száz ezüst márkányi összeget adományozott a védelmező csapatok finanszírozására. A kiadott adományozó oklevél szerint az adományt „örökkön-örökké”, minden év húsvétján kellett küldeni.
Végül 1271. április 8-án az erődöt az-Záhir Bajbarsz mamlúk szultán seregei visszafoglalják, miután becsapták a johannitákat. Elhitették velük, hogy a tripoliszi preceptor utasította őket a megadásra. A vár védői szabad elvonulás ellenében adták fel a harcot. Az iszlám világ örömmámorban ünnepelte a diadalt. A mamelukok a vár védelmét új bástyákkal erősítették meg, és a Tripoli ellen harcban bázisként használták. A johanniták kápolnáját mecsetté alakították át.
A mamlúkok később Akkra, az utolsó jelentősebb keresztes kikötő megtámadásához használták fel az erődöt 1291-ben. A Krak a szultán helyettesének székhelye lett. A későbbi középkorban fokozatosan vesztett jelentőségéből. 
Az oszmánok újjáépítették, de 1934-ben az utolsó lakója is elhagyta a várat. Később a franciák restaurálták, majd megnyitották a nyilvánosság számára.

## Séta a várban

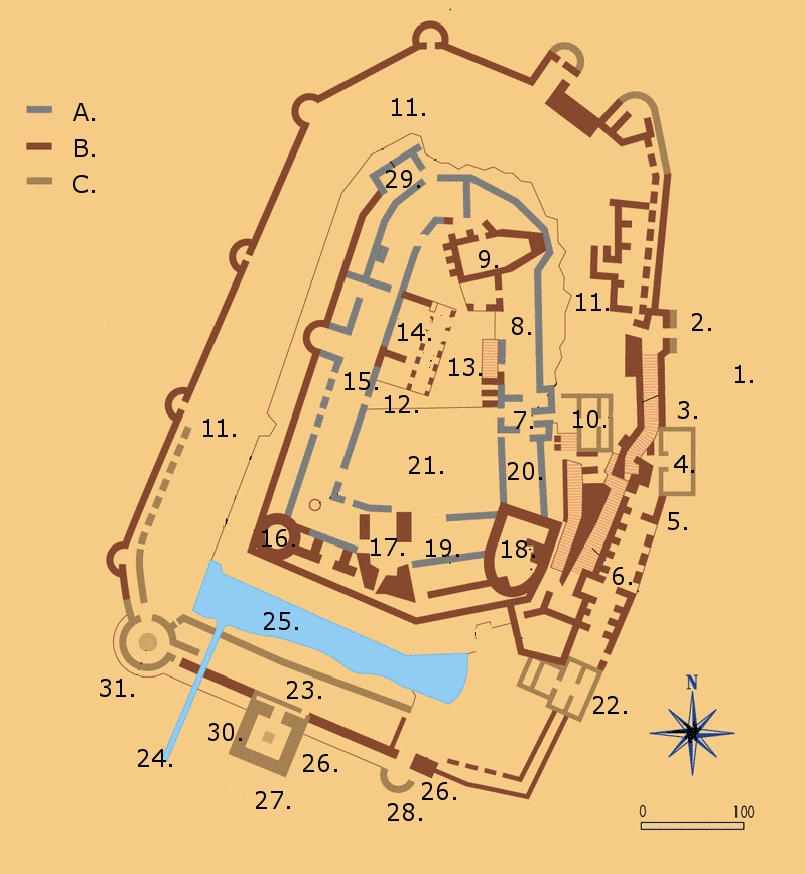
Krak des Chevaliers alaprajza
A.: 1170 előtti építésű
B.: 1170 és 1271 közötti építésű
C.: 1271 utáni építésű

A külső várfal keleti oldalán található a vár egyetlen bejárati magas kapuja (2.) ahova felvonóhídon (1.) át jutunk. Balra fordulva bolthajtásos, belső lépcsőfeljárón (3.) jutunk be a várba, ahol bal oldalon először XIII. századi, majd XII. századi őrhely (4.) (5.) következik, majd istállók (6.). A lépcsősor végén élesen jobbra fordulva további lépcsősor vezet tovább fel, a felső bejárathoz (7.), mely előtt keletre még egy újabb XIII. században megerősített őrszoba (10.) található.
A belső vár falai is bástyákkal erősítettek, melyek alul-felül várudvarokat zárnak közre. Ezen belül sorakoznak az egyes épületrészek, termek. A felső bejárattól (7.) balra raktár (20.), jobbra a hosszú őrszoba (8.) helyezkedik el, mögötte a várkápolna (9.) melyet később mecsetként használtak. Innen is vezet fel lépcső a lakótoronyhoz, a királylány tornyához (29.).
Szemben, a felső udvar (12.) nyugati oldalán látjuk az ötablakos galériát (13.) és a gótikus kapubejáratot. Itt lépünk be a katonai összejövetelekre használt nagyterembe (14.), mely a vár legnagyobb (28 m hosszú és 8 m széles) helyisége, amit három boltozott hajó és csúcsíves árkádsor alkot. A nagyterem mögött húzódik a 120 m hosszú folyosó (15.), ami összeköti a várkápolnát (9.) a háromszintes őrtoronyal (17.). 
A két háromszintes őrtorony (17., 18.) között helyezkedik el az olajpréselő (19.) helyiség.
A felső várudvar (12.) déli oldalán sorakoznak a konyhák, ebédlők, víztartályok. Ez utóbbiak a 20 m vastag pillérekkel alátámasztott sűrűoszlopos (21.) csarnokban találhatók.
A vár déli részén, az aquadukton (24.) keresztül bevezetett vízzel töltötték a belső és külső várfalak közötti területen, az alsó várudvarban (11.) a vizesárkot, ami víztározóként (25.) is szolgált. Ezt a déli várszakaszt 1271-ben három bástyával (27., 28., 31.) és egy 60 méteres csarnokkal (23.) bővítették ki. A bástyákban Kalávún és Bajbarsz szultánról arab nyelvű írás is maradt fenn.
A szintén későbbi építésű arab fürdők (22.) romjai a vár délkeleti részén találhatók.

## Galéria

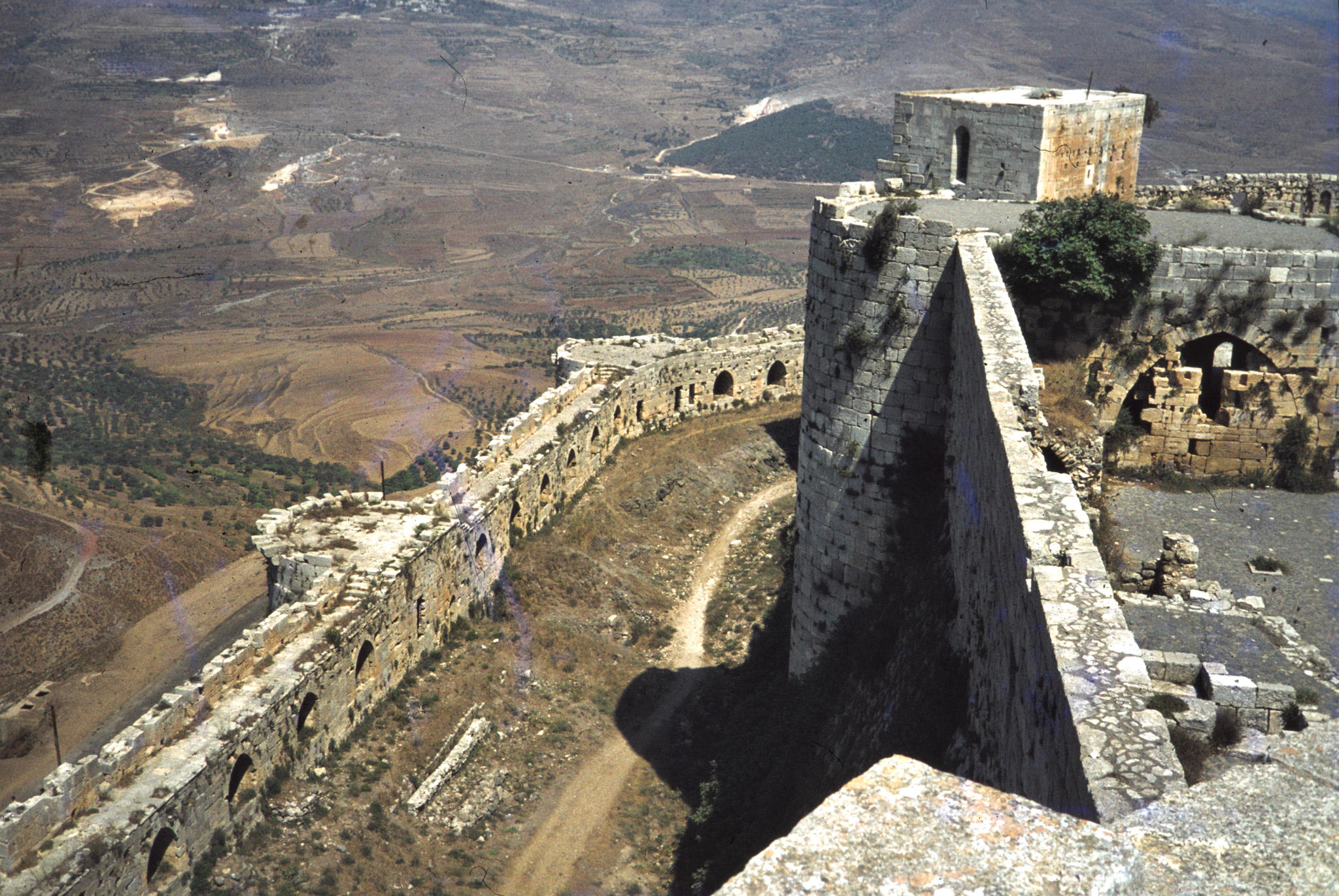
A belső és külső falak közötti tér és a síkság az erődítmény lábánál
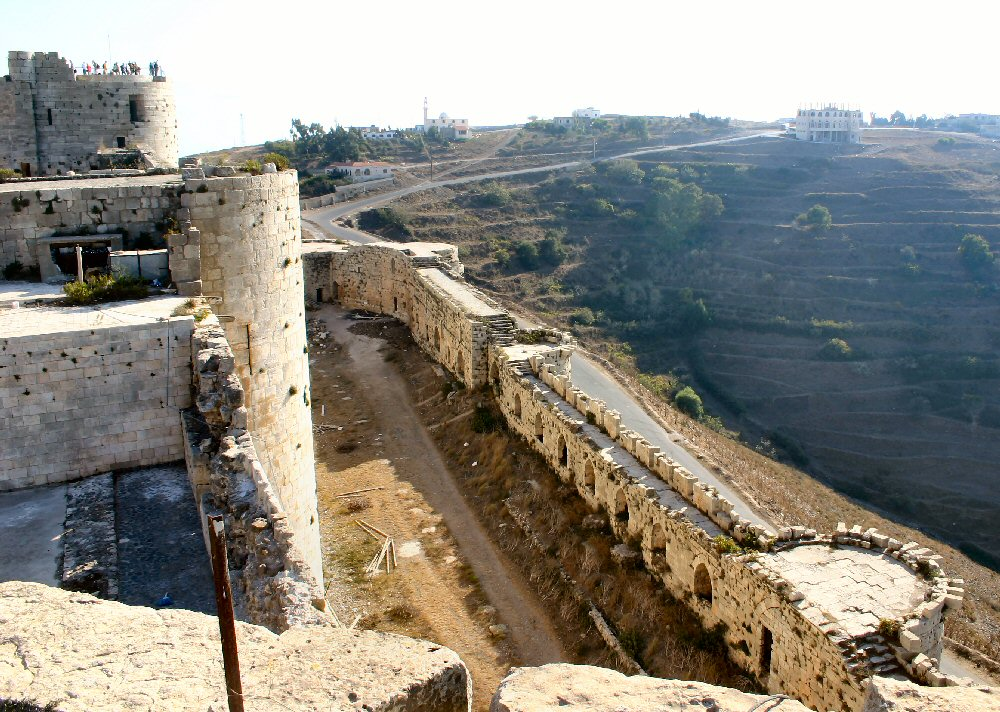
A belső és külső várfalak közötti terület
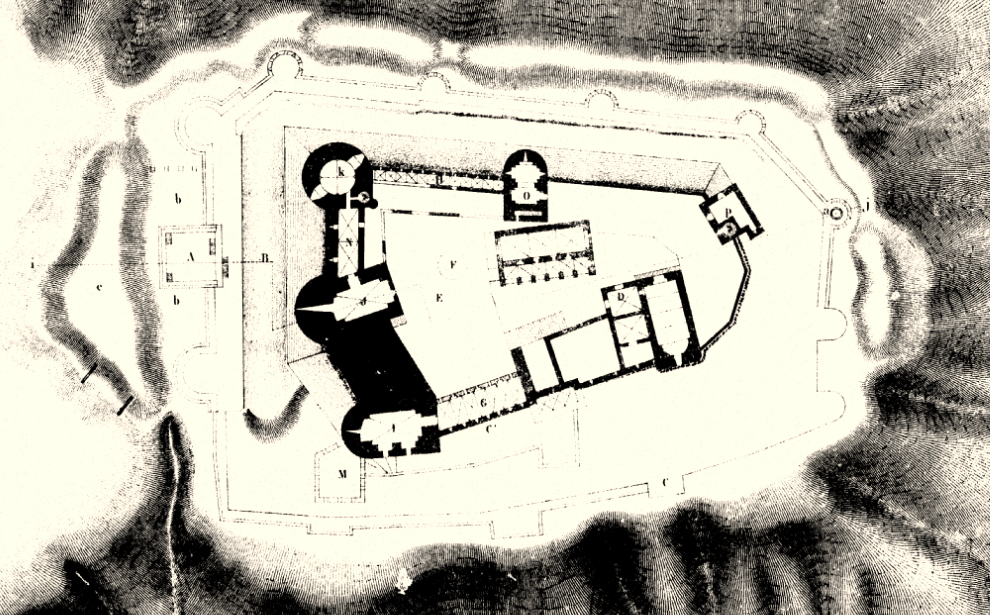
Crac des Chevaliers tervrajza (1871)
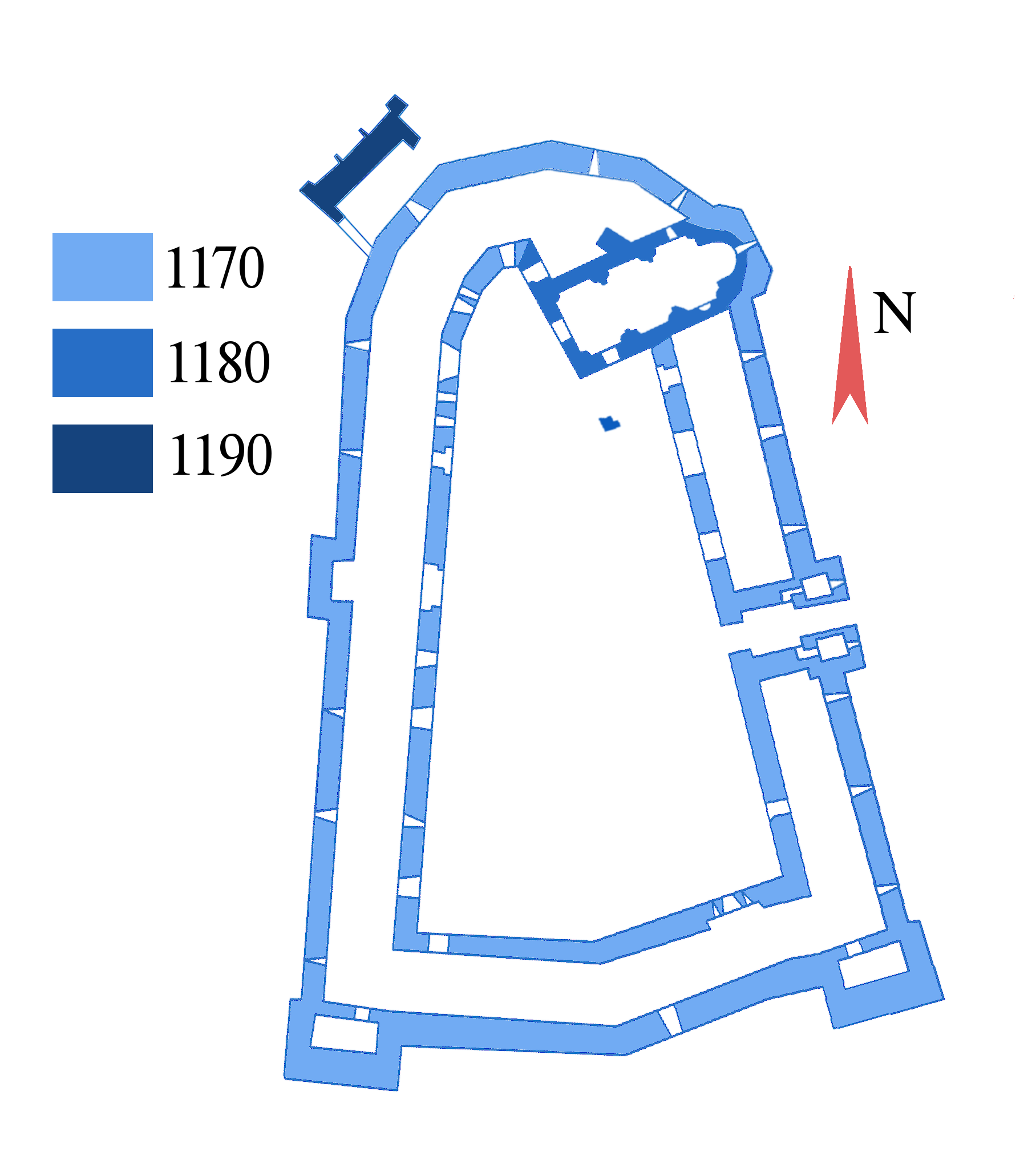
Tervrajz az 1170-1190 közötti építésekről

- www.panoramio.com fényképgaléria
- másik fényképgaléria[halott link]
- www.360cities.net